# Rock'n Roll Standard Club
『Rock'n Roll Standard Club』（ロックン・ロール・スタンダード・クラブ）は、日本のロックユニット・B'zで活動するギタリストである松本孝弘が、ソロ活動の一環として「ROCK'N ROLL STANDARD CLUB BAND」名義でリリースした作品。B'zのシングル『Real Thing Shakes』と同時発売された。

## 内容
本作は、松本が選曲しカバーしたものを収録した、ロック黄金世代を築き上げたスタンダード・ナンバーに捧げるトリビュート・アルバムである。カバーにあたっては松本の解釈による編曲などはなく、バンド構成や楽曲のアレンジは全曲ほぼ原曲に忠実に演奏されている。
発売から7年後の2003年には、本作とは対となる邦楽カバーアルバム『THE HIT PARADE』が発表された。

### ROCK'N ROLL STANDARD CLUB BAND
本作のアーティスト名義は、「ROCK'N ROLL STANDARD CLUB BAND」となっているものの、レコーディング当時はバンドとしての形態では存在せず、メンバーは流動的でレコーディングには多くのミュージシャンが参加した。
その後、1996年8月から9月にかけてROCK'N ROLL STANDARD CLUB BANDによるライブハウスツアーが行われた。このツアーは、松本孝弘（ギター）、生沢佑一（ボーカル）、鮫島秀樹（ベース）、黒瀬蛙一（ドラム）、増田隆宣 （オルガン）の固定メンバーで行われた。

## 収録曲
1. I GOT THE FIRE　(3:19) 
  - 原曲：モントローズ「I Got the Fire」（邦題「灼熱の大彗星」）
  - アメリカ合衆国のハードロックバンド、モントローズの1974年のアルバム『Paper Money』（邦題『ペイパー・マネー（灼熱の大彗星）』）収録曲。
2. FOOL FOR YOUR LOVING　(4:09)
  - 原曲：ホワイトスネイク「Fool for Your Loving」（邦題「フール・フォー・ユア・ラヴィング」）
  - イギリスのロックバンド、ホワイトスネイクの1980年のアルバム『Ready an' Willing』（邦題『フール・フォー・ユア・ラヴィング』）収録曲。アルバム『Slip of the Tongue』（邦題『スリップ・オブ・ザ・タング』）（1989年）において再録されたバージョンも存在する。
3. CAUSE WE'VE ENDED AS LOVERS　(5:39)
  - 原曲：ジェフ・ベック「Cause We've Ended As Lovers」（邦題「哀しみの恋人達」）
  - イギリスのギタリスト、ジェフ・ベックの1975年のアルバム『Blow by Blow』（邦題『ブロウ・バイ・ブロウ』）収録曲。
  - B'zのライブでも、1996年の「Spirit LOOSE」ツアー、2006年の「MONSTER'S GARAGE」ツアーで披露され、DVD化もされている。
4. INTO THE ARENA　(4:23)
  - 原曲：マイケル・シェンカー・グループ「Into the Arena」（邦題「イントゥ・ジ・アリーナ」）
  - ドイツ出身のギタリストであるマイケル・シェンカーが中心となって結成されたバンド、マイケル・シェンカー・グループの1980年のアルバム『The Michael Schenker Group』（邦題『神 (帰ってきたフライング・アロウ)』）収録曲。
  - B'zのライブでも、1995年の「BUZZ!!」ツアーで先行披露されていた。今作では唯一、PVも製作されている。
5. ROCK AND ROLL, HOOCHIE KOO　(3:51)
  - 原曲：リック・デリンジャー「Rock and Roll, Hoochie Koo」（邦題「ロックンロール・フーチー・クー」）
  - アメリカのギタリスト、リック・デリンジャーの1973年のアルバム『All American Boy』（邦題『オール・アメリカン・ボーイ』）収録曲。しかしながら、この楽曲の初出しはデリンジャーが参加していたバンド、ジョニー・ウィンター・アンドの1970年のアルバム『Johnny Winter and』（邦題『ジョニー・ウィンター・アンド』）収録のものであり、デリンジャーが楽曲を提供した。その後、デリンジャーが『オール・アメリカン・ボーイ』でセルフカバーし、後にシングルカットされた。
  - 大黒摩季がコーラスとして参加している。また、この曲でベースを演奏しているフィル・チェンは、3曲目のジェフ・ベック「Cause We've Ended As Lovers（哀しみの恋人達）」の原曲でベースを演奏したセッション・ミュージシャン。
6. MOVE OVER　(4:02)
  - 原曲：ジャニス・ジョプリン「Move Over」（邦題「ジャニスの祈り」）
  - アメリカの女性ロックシンガー、ジャニス・ジョプリンの1971年のアルバム『Pearl』（邦題『パール』）収録曲。
  - ヴォーカルを担当した人見のリクエストで選曲された。
7. LIFE FOR THE TAKING　(4:53)
  - 原曲：エディ・マネー「Life For The Taking」（邦題「ライフ・フォー・ザ・テイキング」）
  - アメリカのシンガー、エディ・マネーの1978年のアルバム『Life For The Taking』（邦題『ライフ・フォー・ザ・テイキング』）収録曲。
8. SUNSET　(5:13)
  - 原曲：ゲイリー・ムーア「Sunset」（邦題「サンセット」）
  - オリジナルは北アイルランド出身のギタリスト、ゲイリー・ムーアとクレジットされているが、正確にはゲイリー・ムーアがイギリスのドラマー、コージー・パウエルに提供した楽曲であり、コージー・パウエルの1981年のアルバム『Tilt』（邦題『サンダーストーム』）収録曲。ゲイリー・ムーア自身の公式アルバムではライブアルバム『Rockin' Every Night – Live in Japan』に収録。
  - B'z初期のライブ「OFF THE LOCK」ツアー（1989年）でも演奏されていた。
9. WISHING WELL　(4:09)
  - 原曲：フリー「Wishing Well」（邦題「ウィッシング・ウェル」）
  - イギリスのロックバンド、フリーの1973年のアルバム『Heartbreaker』（邦題『ハートブレイカー』）収録曲。
10. COMMUNICATION BREAKDOWN　(2:56) 
  - 原曲：レッド・ツェッペリン「Communication Breakdown」（邦題「コミュニケイション・ブレイクダウン」）
  - イギリスのロックバンド、レッド・ツェッペリンの1969年のアルバム『Led Zeppelin』（邦題『レッド・ツェッペリン I』）収録曲。原曲と異なり、フェードアウトしない。
11. MISTREATED　(7:47)
  - 原曲：ディープ・パープル「Mistreated」（邦題「ミストゥリーテッド」）
  - イギリスのロックバンド、ディープ・パープルの1974年のアルバム『Burn』（邦題『紫の炎』）収録曲。
  - 原曲の終盤に出てしまっているギターのノイズ音も、忠実に再現している。

## 参加アーティスト
- 松本孝弘：ギター
- 明石昌夫：ベース（#1-4.6-11）
- フィル・チェン：ベース（#5）
- 樋口宗孝（LAZY、LOUDNESS、SLY）：ドラム（#1.2.5.9）
- 青山純：ドラム（#3.8）
- デニー・フォンハイザー：ドラム（#4）
- 黒瀬蛙一：ドラム（#6.7.10.11）
- 難波弘之：オルガン（#2.5.9）
- 増田隆宣：オルガン（#4.6.7.10.11）・ピアノ（#6）・モーグ（#4）・エレクトリックピアノ（#7）・シンセサイザー（#7）
- 小野塚晃（DIMENSION）：ピアノ（#8）・エレクトリックピアノ（#3）・シンセサイザー（#8）
- 生沢佑一（TWINZER）：ボーカル（#1.2.5.7.9.11）
- 人見元基（VOW WOW）：ボーカル（#6.10）
- 大黒摩季 ：コーラス（#5）